# Marquette (Wisconsin)
Marquette è un villaggio degli Stati Uniti d'America, situato in Wisconsin, nella contea di Green Lake.